# Theodoxus valentinus
Theodoxus valentinus es una especie de gasterópodo de agua dulce perteneciente a la familia Neritidae, nativo de los canales naturales de agua dulce de Valencia, España. Se creía que esta especie estaba extinta, pero recientemente ha sido redescubierta para persistir en pequeñas poblaciones en tres sitios diferentes.

## Descripción
T. valentinus tiene una concha globosa con cuatro verticilos, el último de los cuales ocupa gran parte de la concha, y una callosidad columnar bien desarrollada. El profundo surco del verticilo más grande y la forma ondulada de su apertura lo distinguen de otros caracoles del género Theodoxus españoles. El caparazón es muy variable en color, aunque en su mayoría va desde el púrpura profundo al rojo brillante, con formas rayadas y sólidamente decoradas.

## Ecología y amenazas
T. valentinus requiere agua altamente oxigenada con un alto contenido de calcio a una temperatura que oscila entre 16 y 18 °C; esta especialización hace que esta especie sea muy susceptible a la contaminación del agua y a los cambios en las condiciones ambientales como la sequía y la extracción de agua. Su susceptibilidad a la pérdida de hábitat ha ido acompañada de los daños causados por las especies invasoras. La especie era muy abundante en su distribución original hasta el decenio de 1980, cuando enfrentó importantes disminuciones de sus poblaciones que aun continúan. En la actualidad, la especie solo se conoce en tres sitios a lo largo de un tramo de 10 x 2 km del río Verde, extirpado de su hábitat original en el río de los Santos. Esta especie está incluida en la Lista Roja de la UICN como  especie en peligro crítico de extinción.
T. valentinus pone muchos huevos de forma ovalada de 0,8 a 1 mm de diámetro en sustratos duros (aquellos de los que se alimenta) de los cuales solo uno eclosiona. La reproducción se produce durante todo el año. Los huevos de T. valentinus son predados activamente por ostrácodos. La longevidad de T. valentinus oscila entre 17,8 y 22 meses.